# Какао (напій)

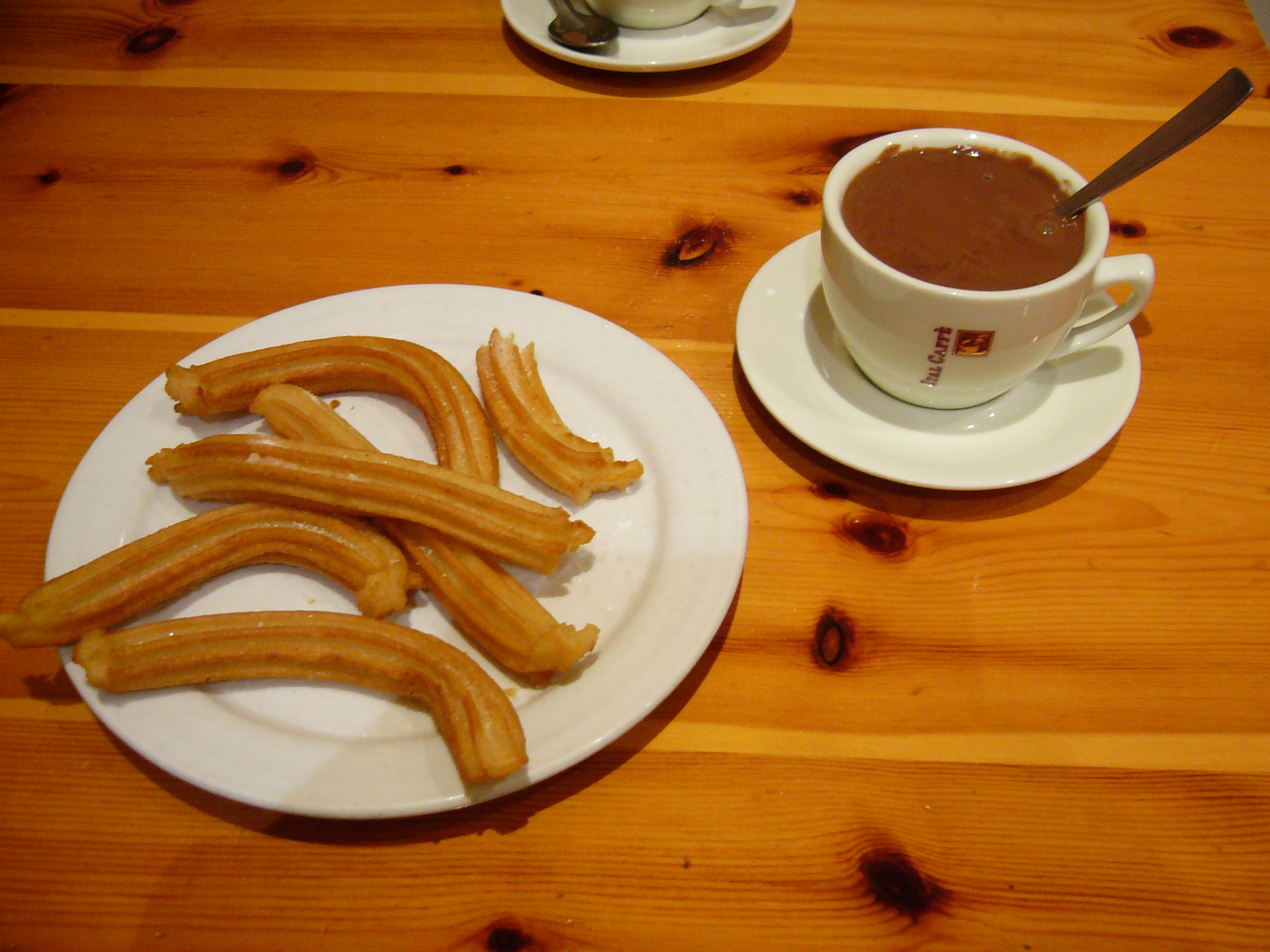
Традиційний для Іспанії гарячий шоколад, сервірований з чурос

Кака́о — напій, до складу якого обов'язково входить какао, а також молоко (або вода) і цукор. Напій зазвичай безалкогольний. У сучасному світі поширені два основні різновиди напою:
1. Гарячий шоколад готують з розтопленого плиткового шоколада (або шоколадної стружки) виключно на молоці з додаванням ванілі, цукру, кориці і збивають його до стану піни.
2. Простіший в приготуванні напій, званий зазвичай какао, варять на воді або молоці з порошку какао. Вживають як гарячим, так і холодним. В Італії і Іспанії полюбляють напій підвищеної густоти (італ. Cioccolata densa).

Какао-молоко отримують шляхом розчинення порошку какао в коров'ячому, козячому чи іншому молоці. Вживають його зазвичай охолодженим. В Мексиці популярний гарячий шоколад з кукурудзяним борошном — чампурадо.

## Історія

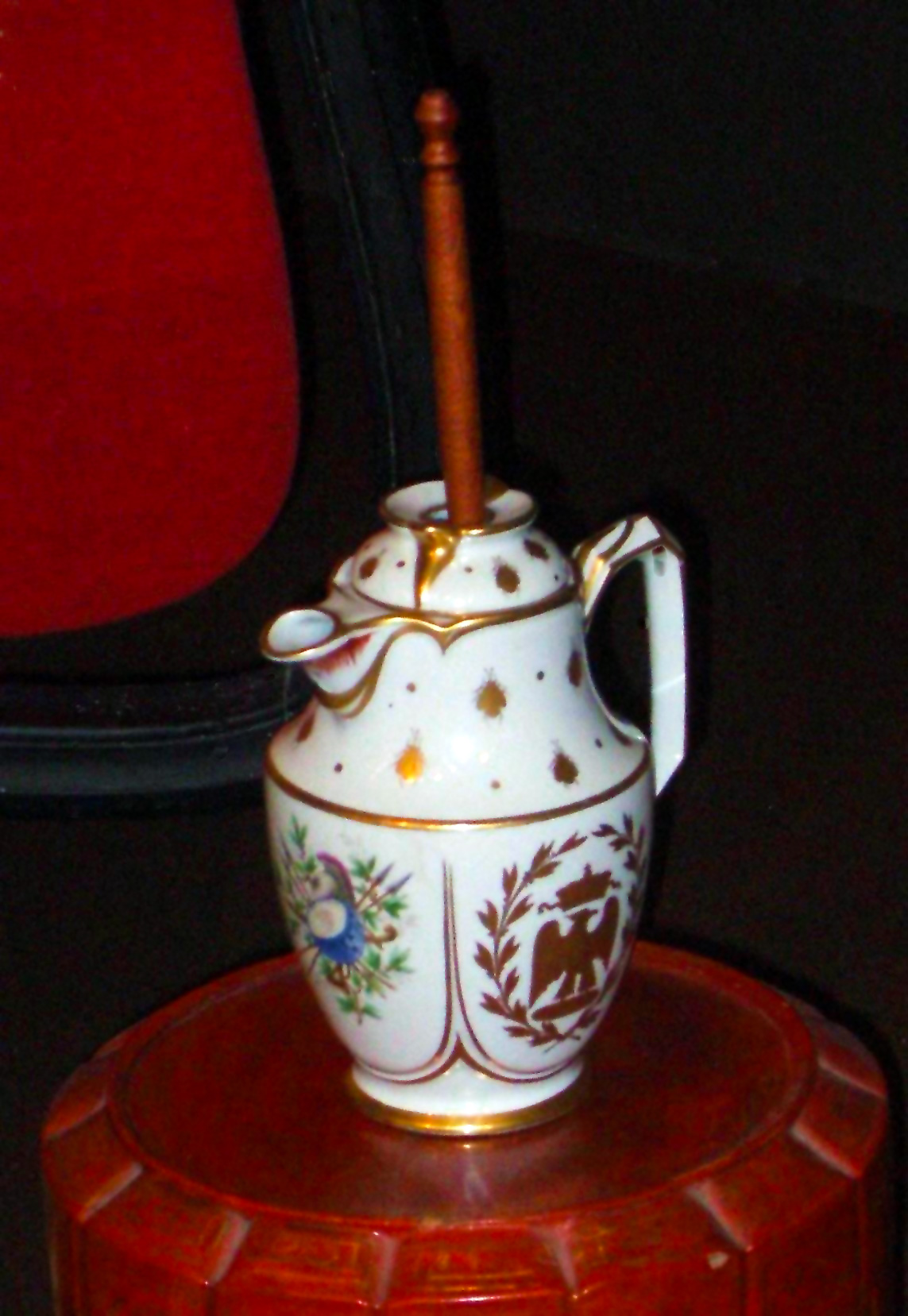
Порцелянова шоколадниця зі збивачкою в стилі ампір

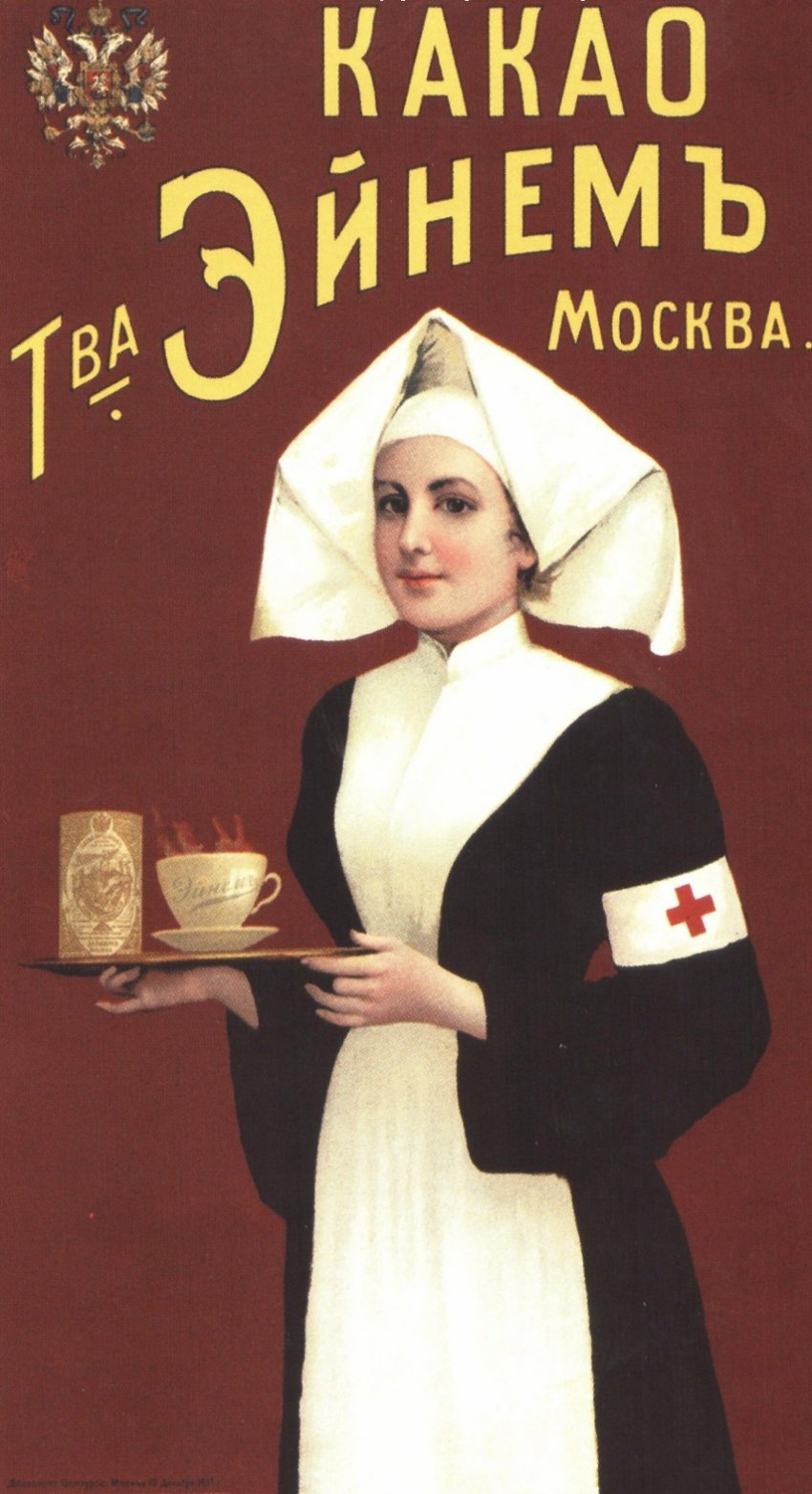
Какао фірми Ейнема. Плакат 1910-х років

У доколумбовій Месоамериці у ритуальних цілях вищі верстви суспільства вживали гіркувато-терпкий охолоджений пінний напій з розтертих у пасту какао-бобів. В європейських країнах на рубежі XVI і XVII ст. какао стали пити гарячим, а гострі інгредієнти замінили тростинним цукром. Так з'явився гарячий шоколад — фаворит європейської аристократії XVII—XVIII століть.
До початку XIX століття шоколадний напій виготовлявся з додаванням води та цукру за смаком і бажанням клієнта, оскільки він був дуже дорогим. Його готували в спеціальній посудині з коротким носиком, довгою дерев'яною ручкою і кришкою з отвором для збивачки, щоб добре його спінити. Гарячий шоколад був густим і дуже жирним, на його поверхні плавала плівка олії, яку доводилося знімати ложкою. В XVIII столітті шоколад починають пити з чашок на блюдцях, щоб не пролити дорогий напій.
У середині XIX століття класичний високожирний напій з розтертих какао-бобів вийшов з ужитку: в Голландії була винайдена технологія поділу тертого какао на жирну Какао-олію (основа для виробництва твердого шоколаду) і сухий какао-порошок (більш дешева і практична основа для напоїв, здатна в звичайних домашніх умовах зберігатися роками).

## Сучасність

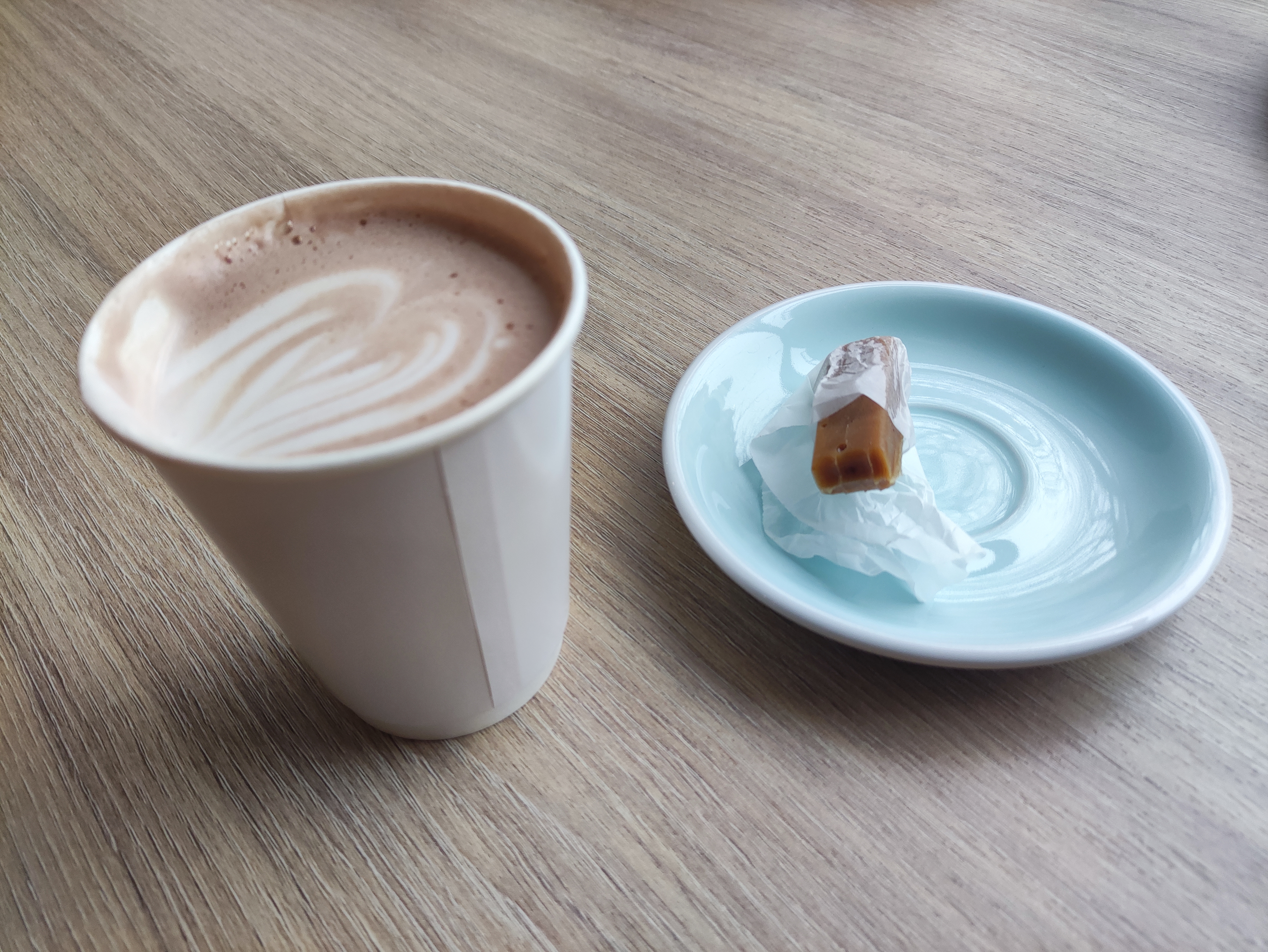
Паперовий стакан із надпитим какао і порцелянове блюдце лазурного кольору із надкушеною ірискою в зім'ятій паперовій обгортці

Сучасна харчова промисловість випускає широкий асортимент какао-напоїв з різними добавками, такими, як ванілін і сухе молоко, вітаміни і мікроелементи, а також цукор або його замінники.
Як правило, у продаж надходять не самі напої, а швидкорозчинний порошок, який для отримання напою в домашніх умовах досить залити молоком або водою. Прикладом може служити «Несквік» від компанії Nestlé.

## Медичні аспекти
До XIX століття рідкий шоколад використовувався в медичних цілях і нерідко продавався в аптеках. Гарячому шоколаду приписували такі цілющі властивості: лікування депресій, поліпшення самопочуття, швидке загоєння ран. У деяких країнах його відносили до афродизіаків.
Відповідно до одного з досліджень, холодне какао є найшвидшим відновником м'язів після спортивних занять або важкої фізичної роботи, перевершуючи за цим параметром спеціальні напої, призначені для спортсменів.
Для тих людей, яким протипоказані збуджуючі речовини (кофеїн, теобромін), призначений кероб — замінник какао, який одержують із стручків ріжкового дерева. Його аромат помітно слабкіше, тому для приготування напою потрібна більша кількість порошку. З тієї ж рослинної сировини виготовляють твердий (плитковий) кероб-шоколад.